# Vuelo 243 de Aloha Airlines
El vuelo 243 de Aloha Airlines fue un vuelo programado entre el Aeropuerto de Hilo y el Aeropuerto Internacional de Honolulú, ambos en el archipiélago de Hawái (Estados Unidos), que al alcanzar la altitud de crucero el 28 de abril de 1988, sufrió una descompresión explosiva que provocó que parte del techo de la cabina se desprendiera, obligando al piloto a realizar un aterrizaje de emergencia en el Aeropuerto de Kahului. El avión era un Boeing 737-200 matriculado N73711 de la compañía aérea Aloha Airlines.

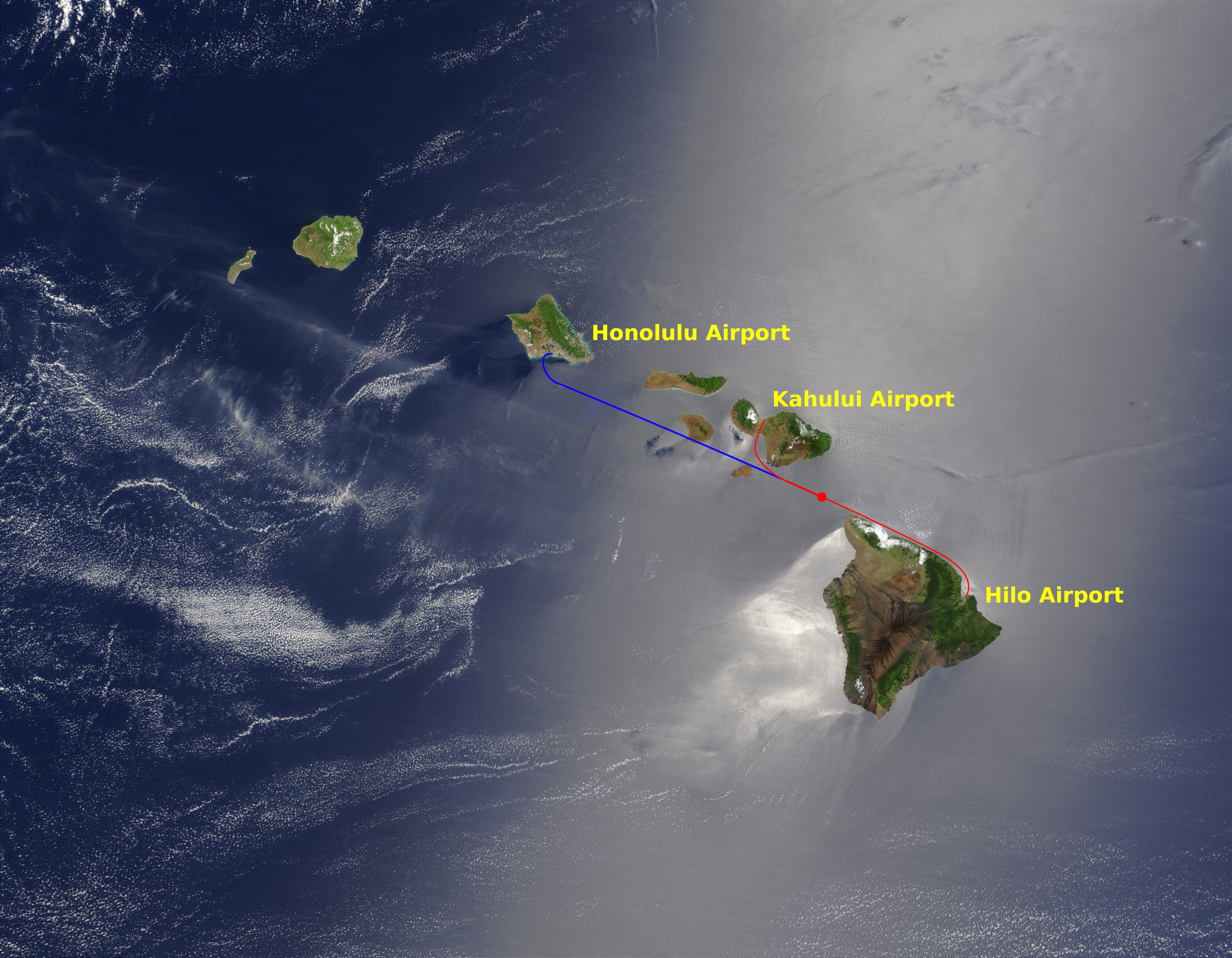
Ruta del vuelo 243 de Aloha Airlines. En azul, la ruta original, y en rojo, el desvío tras el incidente.

## Aeronave y tripulación

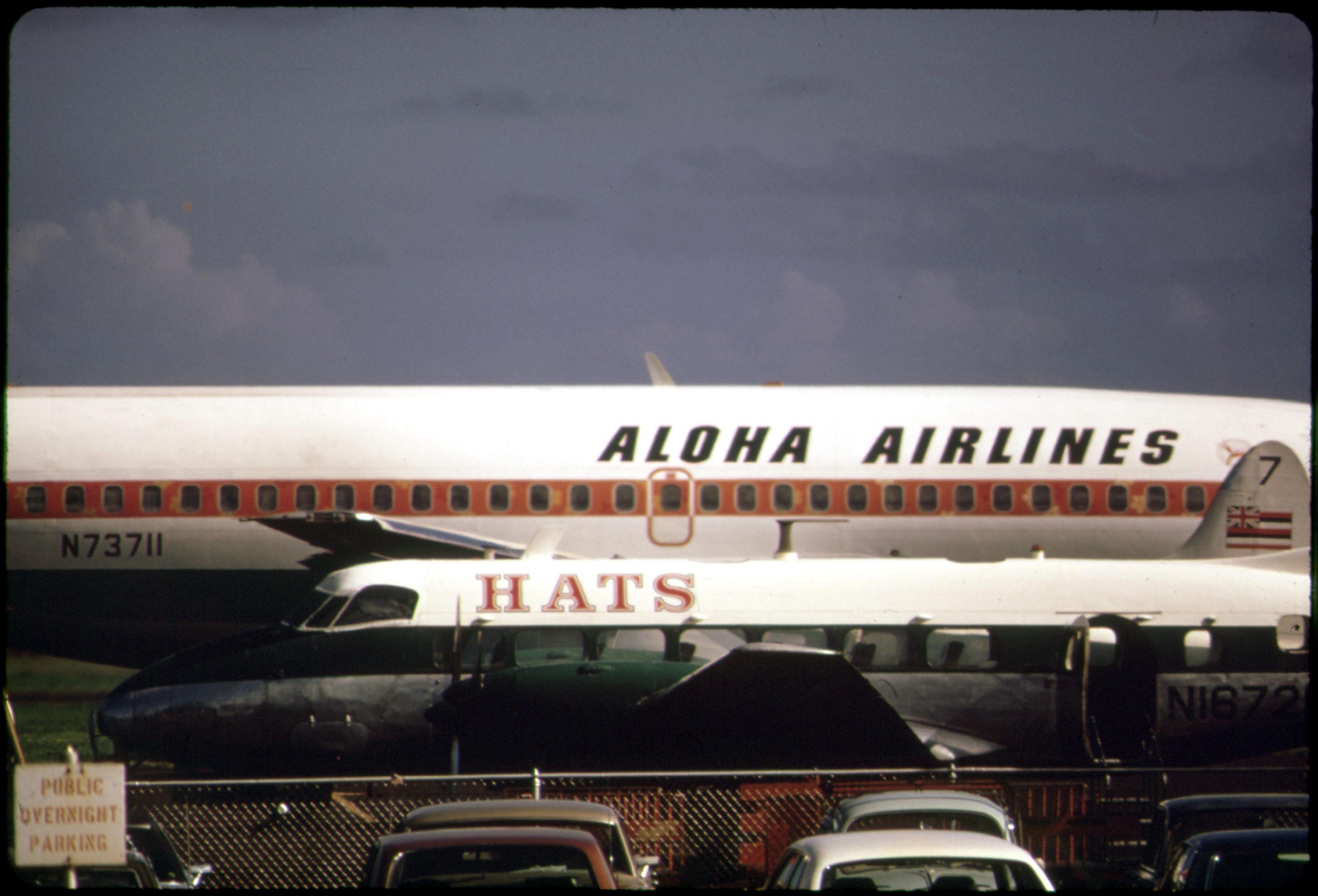
El avión involucrado en el incidente en octubre de 1973, visto junto a un de Havilland DH.114 Heron
de HATS. Fotografía de Charles O'Rear.

El avión involucrado era un Boeing 737 serie 200 de 19 años y un mes y era el Boeing 737 número 152 construido en la planta de ensamblaje de Renton. Fue construido en 1969 y entregado a Aloha Airlines como un nuevo avión. Su registro era N73711. Cuando se entregó a Aloha, se llamó King Kalaniopuu, en honor a Kalaniʻōpuʻu, hasta que se arrendó a Air California/AirCal, después de lo cual se reasignó el nombre a N728AL. Cuando N73711 regresó a Aloha, recibió su segundo nombre, Reina Liliuokalani en honor a Liliʻuokalani. Si bien la célula había acumulado 35.496 horas de vuelo antes del accidente, dichas horas incluían cerca de 90.000 ciclos de vuelo (despegues y aterrizajes), debido a su uso en vuelos cortos. Esto equivalía a más del doble del número de ciclos de vuelo para los que fue diseñado. En el momento del incidente, Aloha Airlines operaba los dos Boeing 737 con el ciclo de vuelo más alto del mundo, siendo el avión del incidente el número dos.
El capitán del vuelo era Robert Schornstheimer, de 44 años, un piloto experimentado con 8.500 horas de vuelo, 6.700 de las cuales en Boeing 737. La copiloto era la capitana Madeline Lynn «Mimi» Tompkins, de 36 años, quien también tenía una gran experiencia volando el 737, habiendo registrado 3.500 de sus 8.000 horas de vuelo en ese modelo particular de Boeing.

## Vuelo

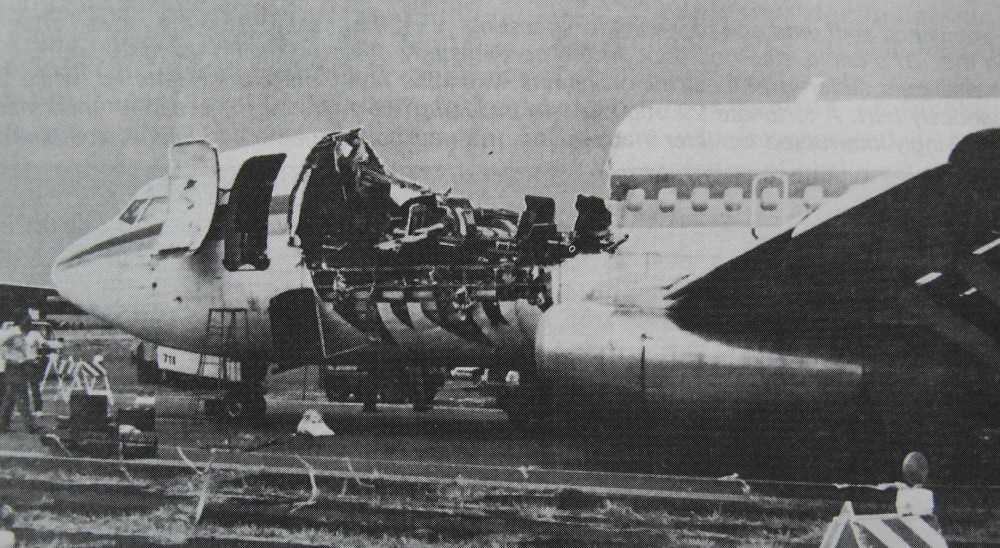
Vista lateral del fuselaje del avión accidentado.

El 28 de abril de 1988, un Boeing 737-200 matriculado como N73711 de Aloha Airlines, se dispone a cubrir la ruta entre el Aeropuerto de Hilo y el Aeropuerto Internacional de Honolulu. Al mando estaba el capitán Robert Schornsteimer y la copiloto Madeleine Tompkins. La tripulación de cabina se componía por las auxiliares de vuelo: Jane Sato-Tomita, Michelle Honda y la jefa de cabina, Clarabelle Lansing. 
A las 13:25 (HDT), el avión despega con 95 pasajeros a bordo (90 pasajeros y 5 miembros de la tripulación).
Al llegar a la altitud de crucero (24000 pies-7.200 m), a las 13:46 horas, 20 minutos después de despegar, sorpresivamente el avión sufre una descompresión explosiva. El techo y gran parte del fuselaje lateral de la parte delantera hasta la sección de alas se desprende dejando al avión completamente despresurizado y a un tercio de sus pasajeros expuestos a la cizalladura de vientos y a temperaturas de -20 °C. La jefa de cabina, Clarabelle Lansing, sale expulsada fuera del aparato en el acto. La cabina de pilotaje queda unida solamente a los bastidores inferiores del compartimiento de carga e inclinada levemente hacia abajo, en cualquier momento puede desprenderse por las fuertes tensiones de lo que queda de estructura. Afortunadamente para los pasajeros, la indicación de cinturones abrochados estaba aún vigente debido a que se estaba en maniobra de ascenso y ningún pasajero salió despedido.
El piloto solicita un aterrizaje de emergencia en el aeropuerto de Kahului en Maui, aeropuerto situado entre montañas y donde habitualmente sopla un viento muy fuerte. El 737 maniobra lentamente, cualquier tensión sobre la estructura debilitada puede desembocar en una catástrofe. 
Trece minutos después del accidente se divisa el aeropuerto de Maui. Las comunicaciones son muy difíciles para los tripulantes de cabina debido al viento, estos hasta ahora ignoran la magnitud de los daños tras ellos. El descenso se hace a gran velocidad ya que los mandos del avión quedan semitrabados.
Al sacar el tren de aterrizaje del morro, el piloto se da cuenta de que la luz de buen funcionamiento no se prende, el piloto teme y cree que deberá aterrizar con el morro al suelo, pero el controlador nota que el tren está desplegado completamente y le dice que todo el tren de aterrizaje está normal. Al momento de aterrizar el avión podría colapsar por el golpe a la debilitada estructura.
El avión consigue aterrizar con todos los pasajeros con los que había despegado a excepción de la veterana azafata Lansing, de 58 años y 37 de servicio, que salió despedida cuando se desprendió el techo.
El cuerpo de la azafata jamás fue encontrado.

## Causas

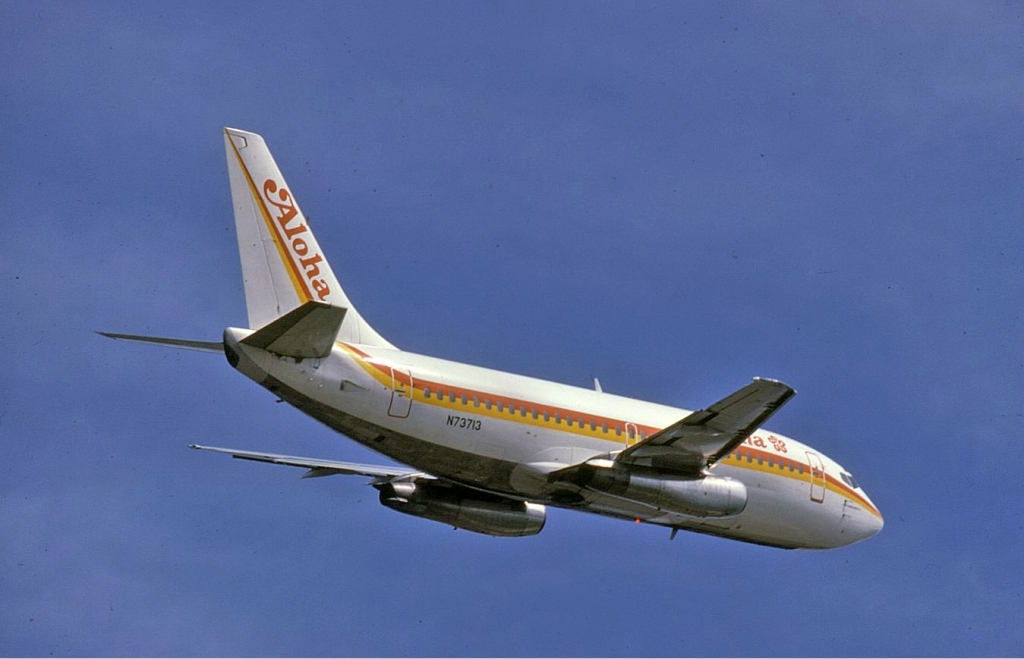
Un Boeing 737-200 de Aloha Airlines, similar al avión accidentado.

Tras una larga investigación, se determinó que la causa del incidente se debió a una fatiga del metal, similar a lo ocurrido en el de Havilland DH.106 Comet. 
La aeronave tenía 20 años de funcionamiento, una de las hipótesis más aceptadas de la causa del accidente fue que el Boeing 737 involucrado tenía un historial de vibraciones inusuales que se generaban al despegar, con mucho ruido de motores. Debido a que en cada ciclo de despegue y aterrizaje el avión se presuriza y despresuriza respectivamente, el fuselaje actúa como una especie de globo de metal que se expande y se contrae. De fábrica, el avión venía con una vida útil del casco calculada por el fabricante en alrededor de 75.000 ciclos de presurización/despresurización, o, lo que es lo mismo, 75.000 vuelos, ya que en cada vuelo hay que presurizar el avión y en cada vuelo se da un ciclo de presurización/vuelo/despresurización: se comprobó que esta aeronave llevaba 89.680 vuelos hechos.
Este sobrepaso de ciclos de vuelo y presurización/despresurización probablemente haya ido creando fracturas en los paneles superiores de la sección delantera del 737, por un fenómeno conocido como "fatiga del metal" (para más información ver el artículo Fatiga de materiales) que derivaron en la rotura vista. Además, una pasajera declaró, en la investigación que se hizo, que vio, antes de abordar, lo que creyó era una rotura en la superficie del avión cercana a la puerta de entrada. También se encontraron signos de corrosión en la zona de las junturas de las placas de aluminio que conforman el casco del avión, que, aunque se ensamblacon un adhesivo especial además de los remaches visibles, la corrosión entre las placas y el adhesivo debilitó la unión, dejando a los remaches todo el trabajo de mantener la estructura unida, esto debido al clima de la zona donde operaba el aparato. Esta cadena de sucesos probablemente debilitó la estructura en alguna parte de la sección delantera provocando el accidente al momento de presurizar la cabina.

## Filmografía
El accidente fue presentado en el primer episodio de la tercera temporada de Mayday: Catástrofes aéreas, titulado «Aterrizaje milagroso». El accidente fue reexaminado en un episodio compilatorio de la vigesimosegunda temporada titulado «Aterrizajes imposibles».
También existió una producción televisiva de principios de los años 90 con el mismo nombre. Luego, la muerte de la azafata fue recogida en la serie 1000 maneras de morir en década del 2000, en la muerte «Azafata aspirada». Aparece también en Miracle Landing hecho por la CBS para la televisión.